# Šťavel trojhranný
Šťavel trojhranný (Oxalis triangularis A.St.Hil., 1825) je vytrvalá bylina patřící do čeledi šťavelovité. Původem je z Brazílie a dalších jihoamerických zemí. Běžně se využívá jako pokojová rostlina. V subtropech se může pěstovat i venku, nejlépe v mírném stínu.

## Popis
Šťavel trojhranný dorůstá do výšky kolem 20 cm. Nemá hlavní stonek, nadzemní část rostliny je tvořená listy na dlouhých řapících vyrůstajícími u země z hlíznatého oddenku. Ten je asi 5 cm dlouhý, 10–15 mm v průměru, celý pokrytý šupinami.
List se skládá ze tří lístků, buď přisedlých nebo s velmi krátkým řapíkem. Ty jsou přibližně trojúhelníkovité, lysé, uspořádané ve stejné rovině kolmé na řapík. Čepel divokých druhů je zelená, ale pěstované kultivary jsou fialové. Řapík, měkký, světlé barvy, je dlouhý 15–25 cm. Listy se pohybují v závislosti na úrovni osvětlení: v noci se uzavírají na řapíku a přes den se rozkládají.
Deštníkovité květenství nese dlouhý stvol, vycházející ze země s řapíky. Obsahuje 2–5 květů, v barvách od bílé po růžovou. Koruna má nálevkovitý tvar s pěti okvětními lístky a obsahuje 10 tyčinek. Kvete od jara do podzimu. Plodem je tobolka se dvěma chlopněmi.

## Poddruhy
Jsou známy dva poddruhy, které jsou si navzájem velmi podobné:
- Oxalis triangularis subsp. triangularis
- Oxalis triangularis subsp. papilionaceae